# 納溪龍橋群
納溪龍橋群位於四川省瀘州市納溪區，文物遺址年代判定為明。2012年7月16日公佈為第八批四川省文物保護單位。
保護範圍：以太平橋、九對窩橋、柿子壩橋、三定橋、大地灣橋、永鎮橋、下陳嘴橋、流河橋、梅子橋、鯊魚橋、王橋龍橋、高橋、羊獅咀橋、汪橋、磚房子橋、大路邊橋、洞仙橋、夾腳洞橋、橋上龍橋、沙陀子橋、盤盤田橋、久安橋等各橋體分別外延10米為界。

## 簡介[3]
納溪龍橋群位於四川省瀘州市納溪區白節鎮、打古鎮、豐樂鎮、合面鎮等10個鎮境內，由22座龍橋組成，為明、清代所建。該龍橋群大多位於納溪區永寧河支流上，造型均為石質平橋，長短不一。橋面均由石塊鋪成，兩塊一組嵌於橋墩上，並列鋪成橋面。龍橋群中橋面最窄僅1.1公尺，最寬4公尺；橋面最短的僅4.5公尺，一墩一龍頭，最長的40公尺，十墩十龍頭。橋墩均由條石堆砌成，橋墩一側頂端均有獸頭石雕。獸頭造型各異，平均寬約0.5-0.8公尺，有龍、麒麟、獅、象等造型，雕刻精美，造型古樸持重，形態生動自然。納溪龍橋群歷史悠久，雕刻精美，對於研究當地明清時期橋樑建造技藝及石雕藝術具有重要參考價值。